# Chevalier errant (oiseau)
Pour les articles homonymes, voir Chevalier errant (homonymie).
Tringa incana
Espèce
Synonymes
- Heteractitis incanus
- Heteroscelus incanus

Statut de conservation UICN

 LC  : Préoccupation mineure
Le Chevalier errant (Tringa incana) est une espèce d'oiseaux limicoles de la famille des Scolopacidae.

## Description

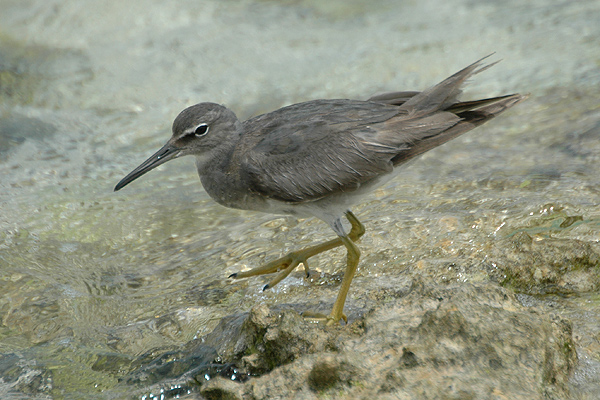
Chevalier errant dans la grande barrière de corail en Australie.

Il est de taille moyenne, trapu, et partage une apparence quasi similaire avec son très proche cousin, le Chevalier de Sibérie, Tringa brevipes.
Les chevaliers errants sont une espèce unique parmi le genre Tringa. En effet, leur plumage gris au niveau des ailes et du dos est parfaitement uni, le ventre est blanc. Ils affichent aussi un large motif tacheté au niveau de la poitrine s'étalant plus ou moins bas sur le ventre lorsqu'ils revêtent leur plumage nuptial. Ils sont par ailleurs munis, durant leur période de reproduction, d'un sourcil assez proéminent.
Ils ont aussi de petites pattes jaunes et un bec gris foncé. Les adultes, lorsqu'ils arborent leur plumage nuptial, sont fortement rayés en dessous.

## Répartition et habitat
En été, on trouve ces oiseaux en Alaska et au nord-ouest du Canada. Ils nichent dans les zones rocheuses proches des chaînes de montagnes. Les autres mois de l'année, ils se trouvent dans le Pacifique, sur les îles méridionales ainsi que sur les côtes rocheuses de la Californie à l'Amérique du Sud, voire jusqu'en Australie.

## Régime alimentaire
Ils se nourrissent d'invertébrés aquatiques tels que des crustacés ou des vers marins. Pendant la saison des amours, ils mangent aussi des insectes. Lorsqu'ils sont dans l'eau, ils se nourrissent en pêchant avec leur bec, balançant leur tête de façon vive et saccadée.

## Reproduction
Les femelles pondent en moyenne quatre œufs de couleur olive à l'intérieur d'un creux peu profond. Les deux parents couvent les œufs et aident les jeunes à se nourrir, qui sont rapidement capables de se nourrir seuls.

## Chant
Leur chant est un "trill" rapide, accélérant, descendant en notes et de volume sonore décroissant.

## Galerie
- Point Cartwright (en) à Queensland en Australie.

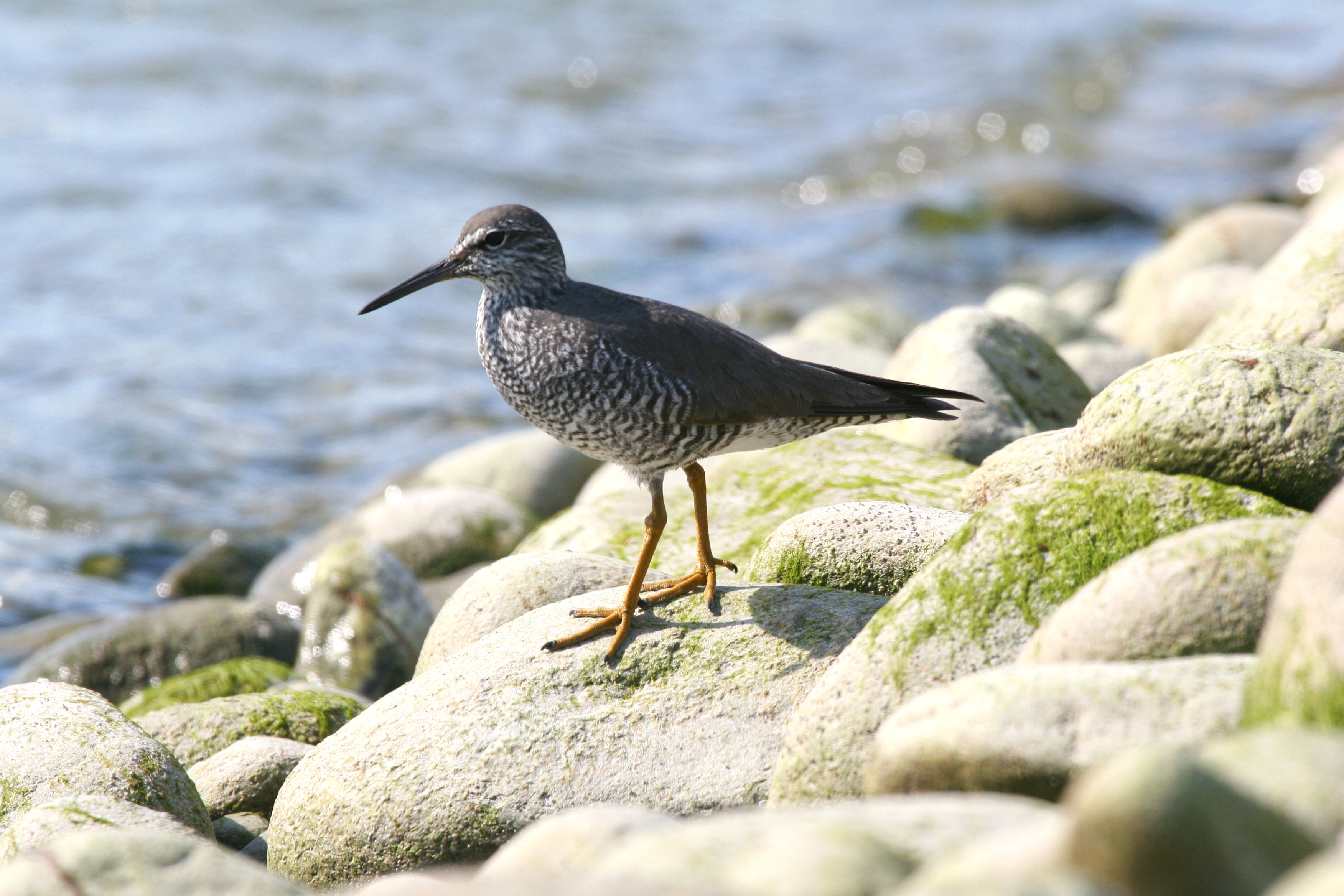
Chevalier errant le long d'une côte.